# Balthasar Linsinger
Balthasar Linsinger (né en 1902 à Sankt Veit im Pongau, Autriche et décédé le 19 octobre 1986 à Tamsweg, Autriche) est un prêtre autrichien.

## Biographie
Linsinger est prêtre à Grossarl et il propose à la famille juive Bäumer de Salzbourg de venir à Grossarl en cas de danger. En 1944, devant l'imminence d'une déportation, la famille s'est cachée chez Linsinger à Grossarl. Ce dernier disait qu'il s'agissait d'une famille viennoise qui avait perdu son appartement à Vienne à cause d'un bombardement. Comme il n'y eut pas de dénonciation, la famille survécut à la Deuxième Guerre mondiale et au régime nazi.
Le 13 avril 2011, Linsinger est inscrit sur la liste « juste parmi les nations »,,. Cet hommage eut lieu à l'initiative de la journaliste Angelica Bäumer qui vit à Vienne. Celle-ci était l'un des trois enfants du peintre juif Eduard Bäumer que Linsinger accueillit dans le presbytère avec sa femme et ses trois enfants âgés de trois, neuf et douze ans.
Linsinger avait été ordonné prêtre en 1925. Il a officié dans les paroisses de Weißbach bei Lofer (1937-1943), Grossarl (1943-1954) et Michael im Lungau de 1954 jusqu'à sa retraite.